# Yumi Matsuzawa
Yumi Matsuzawa (松澤 由実?; Fujimi, 29 marzo 1974) è una cantante giapponese.
Nota al pubblico per aver cantato la sigla di apertura di Mobile Battleship Nadesico, ha continuato la sua carriera di cantante dando la voce alla sigla di I Cavalieri dello zodiaco - Saint Seiya - Hades e altri anime popolari.

## Discografia

### Singoli
- You Get to Burning, sigla di apertura di Mobile Battleship Nadesico, 1996
- Otoha (音波), 1998
- Earth Song: Daiji no Uta, 1998
- Kokoro (1998)
- Dearest, Mobile Battleship Nadesico the Movie - Il principe delle tenebre (1998)
- Ari no Mama de (1999)
- Dare mo Shiranai Chizu de, sigla di apertura di Jibaku-kun (1999)
- Asu no Egao no Tame ni, sigla di apertura di Gate Keepers, 2000
- Jikū: Toki no Sora, sigla di apertura di Salaryman Kintarō, 2001
- Kanashii yo
- Chikyūgi, sigla di apertura di I Cavalieri dello zodiaco - Saint Seiya - Hades Sanctuary, 2003
- Takusu Mono e: My Dear, sigla di chiusura di I Cavalieri dello zodiaco - Saint Seiya - Hades Inferno, 2003
- Neverland, sigla di Summon Night 4, 2006
- Celeb Nee, sigla di Musashino-sen no Shimai, 2012